# Cosmethis interrupta
Cosmethis interrupta là một loài bướm đêm trong họ Geometridae.